# Alexandre Marie Léonor de Saint-Mauris-Montbarrey
Alexandre Marie Eléonor de Saint-Mauris-Montbarrey, comte de Montbarrey puis prince de Montbarrey et du Saint-Empire (1776), grand d'Espagne de première classe (1780), chevalier du Saint-Esprit, né le 20 avril 1732 à Besançon et mort le 5 mai 1796 à Constance, fut lieutenant-général  des armées et Secrétaire d'État à la Guerre de 1777 à 1780 sous Louis XVI.

## Biographie
Il appartenait à la famille franc-comtoise de Saint-Mauris-Montbarrey, originaire de Dole, anoblie en 1537 par lettres de Charles Quint en la personne de Jean de Saint-Mauris, docteur en droit, professeur à l'Université de Dole puis conseiller au Parlement de Dole, conseiller d’État et enfin président du Conseil d’État des Pays-Bas sous Charles Quint et Philippe II. 
Le prince de Montbarrey était le fils unique de Claude François Eléonor de Saint-Mauris, comte de Montbarrey (1694-1751), lieutenant-général des armées du roi, et de Marie Éléonore Thérèse du Maine du Bourg (1711-1732), petite-fille du maréchal Léonor Marie du Maine du Bourg.
Après une précoce et brillante carrière militaire, lieutenant général des armées du roi, le prince de Montbarrey s'installa à la cour où il fut le protégé de sa parente madame de Maurepas, épouse du marquis de Maurepas, ministre d’État et président du conseil de Louis XVI. Par l'entremise de son mari, madame de Maurepas réussit à faire nommer Montbarrey directeur de la guerre (poste sans attribution spécifique créé spécialement pour lui) et adjoint du comte de Saint-Germain, secrétaire d’État à la guerre. À la démission de ce dernier, toujours grâce à l'influence de madame de Maurepas, Montbarrey fut nommé en 1778 secrétaire d’État à la Guerre. 
Il est généralement décrit comme un ministre incompétent et décrié,,,, sans moralité et cupide,, qui s'adonnait plus à l'intrigue et au trafic pour faire avancer ses intérêts  et celui de ses maîtresses qu'à la conduite de son ministère,,. 
En 1780, en pleine guerre d'Amérique, il dut quitter son poste à la suite des critiques de Necker sur l'utilisation des crédits militaires et au scandale soulevé par la révélation d'un trafic de charges[à définir] militaires organisé par sa maîtresse en titre mademoiselle Renard, courtisane et figurante à l'Opéra. Après sa démission forcée, il s'installa avec sa femme et sa fille – la princesse de Nassau-Sarrebruck –  à l'Arsenal  près de la Bastille, dans un luxueux bâtiment richement meublé que le roi lui avait donné en jouissance en plus d'une considérable pension. À la Révolution les meubles, la bibliothèque, la galerie de tableaux et les objets d'arts qui décoraient la résidence de l'Arsenal du prince de Montbarrey furent saisis comme biens d'émigrés et vendus à Lord Chatham (fils aîné du premier ministre britannique William Pitt) qui les emmena en Angleterre.
Lors de la prise de la Bastille, le prince de Montbarrey et sa femme échappèrent de justesse au massacre par la foule. Au début de la Révolution, il se réfugia dans son château de Ruffey-le-Château près de Besançon. En 1791 il émigra avec son épouse en Suisse à Neuchâtel puis dans les villages de Cressier et du Landeron où ils furent logés pris en charge par le royaliste Fauche-Borel (lors de leur passage à la frontière ils avaient été dépouillés de tout l'argent et des bijoux qu'ils transportaient avec eux). À l'arrêté du Conseil d'État de Neuchâtel de janvier 1795 renvoyant les émigrés français, il s'installa à Constance dans le Grand-duché de Bade où il mourut le 5 mai 1796 dans une quasi-misère. À son décès, sa veuve revint d'émigration et s'installa à Dole en Franche-Comté jusqu'à son décès en 1819.
Le prince de Montbarrey qui était d'une grande prétention quant à l'origine de la noblesse de sa famille, et de ses titres de prince et grand d'Espagne nouvellement acquis (il avait payé la somme de 100 000 livres pour son titre de prince du Saint-Empire que lui avait accordé l'empereur Joseph II,), s'était fait fabriquer une généalogie truquée plus flatteuse,, rattachant sa famille à la famille de Saint-Moris-Salins, de noblesse d'ancienne extraction, de la même région et éteinte au XVIIe siècle.
Le prince de Montbarrey a laissé des Mémoires autographes (publiés en 1826) où de page en page il s'étend avec complaisance sur sa généalogie, ses nombreuses liaisons  et son énergie à profiter de sa position de ministre pour faire avancer sa fortune et ses intérêts personnels (en échange du remboursement par le trésor royal pour un montant de trois millions de dettes de guerre douteuses réclamées par prince régnant de Nassau-Sarrebruck, le prince de Montbarrey organisa en 1779 le mariage de sa fille âgée de 20 ans avec le prince héritier de Nassau-Sarrebruck âgé d'à peine 11 ans)
Le prince de Montbarrey épousa le 29 octobre 1753 Françoise Parfaite Thais de Mailly-Nesle (née en 1737, morte à Dole le 23 avril 1819), fille de Louis de Mailly. Montbarrey et sa femme avaient peu d'affinités (il entretint sa vie durant de nombreuses maîtresses et elle fut la maîtresse du fameux Masson de Pezay (1741-1777). Ils eurent deux enfants: Louis Marie François Stanislas, dit le prince de Saint-Mauris, né en 1756, mort guillotiné à Paris le 17 juin 1794, sans postérité de son mariage le 25 novembre 1789 avec Geneviève Andrault de Langeron (mais de Louise Adrienne Cantagrelle il eut un fils naturel reconnu prénommé François Maurice, né à Paris (paroisse de Saint-Eustache) le 19 octobre 1789 et qui porta le nom de Saint-Mauris-Montbarrey) et Maximilienne Françoise, née en 1759, épouse de Henry Louis de Nassau-Saarbrücken, dernier prince régnant de Nassau-Sarrebruck.
Le prince de Montbarrey eut pour maîtresse en titre pendant huit ans (de 1767 à 1775) Jeanne Catherine Delachaux (née à Bruxelles le 4 mai 1748, décédée à Paris, cour des Petites-Écuries, le 4 mai 1818) qui épousa à 27 ans le 26 juillet 1775 (paroisse de Saint-Germain l’Auxerrois à Paris) le peintre François Casanova, frère du célèbre Casanova. Elle apporta une dot des plus confortables grâce à la générosité du prince de Montbarrey. François Casanova reconnut les deux enfants naturels du prince de Montbarrey comme étant les siens. Le mariage ne dura pas car François Casanova abandonna son épouse en 1783.
Des deux fils naturels de Jeanne Catherine Delachaux et du prince de Montbarrey, reconnus par François Casanova, l’un fut connu sous le nom d’Alexandre Benoît Jean Dufay-Casanova (né à Paris le 22.03.1770, décédé à Paris le 19.04.1844). Il fut l’élève de David, mais ne connut pas un grand succès. À la fin de sa vie, il prit le titre de peintre du roi d'Aoudh (Inde) pour avoir été peintre officiel de ce monarque à Lucknow de 1834 à 1837. Son frère (lui aussi fils naturel du prince de Montbarrey) émigra et rejoignit l'armée des princes à l'étranger avant de revenir vivre à Paris où il mourut avant 1844.
Maximilienne de Saint-Mauris-Montbarrey, princesse de Nassau-Sarrebruck, fille du prince de Montbarrey, mourut le 2 février 1838 à Maisons-Alfort, âgée de 79 ans. Elle réclama en vain pendant des années le douaire important que lui accordait son contrat de mariage avec le prince héritier de Nassau-Sarrebruck. Après la révolution elle n'eut guère de relation avec sa mère la princesse de Montbarrey décédée à Dole en 1819. Elle fut la dernière de sa famille et du nom de Saint-Mauris-Montbarrey.
Le fort de l'est des Buis, place fortifiée de Besançon, porte son nom.